# Sant Joan (Subirats)
Sant Joan és un barri del municipi de Subirats (Alt Penedès) que es compon dels nuclis de Torre-ramona, el Rebato, Can Bosc, Pas de Piles, Casablanca, Cal Sant Isidre i diverses masies esparses. Situat al nord-est del municipi, és travessat pel riu Anoia i la riera de Lavernó. A Torre-ramona hi ha l'església de Sant Joan Sesrovires.

## Història
Per la seva proximitat a Sant Sadurní d'Anoia, ha estat sempre més lligada a aquest municipi que al que pertany. Durant la Segona República hi hagué un intent d'adscripció al municipi de Sant Sadurní, que no va reeixir a causa de la Guerra Civil.
Antigament un territori amable i tranquil, dividit per l'aiguabarreig dels rius Anoia i riera de Lavernó, flanquejats per terrasses al·luvials cobertes d'hortes, vinyes i fruiters, avui ha sofert la pressió urbanitzadora industrial, en trobar-se en el corredor penedesenc de pas d'infraestructures. El nucli de Pas de Piles va desaparèixer a principis del segle XXI a causa de la construcció d'un llarg viaducte ferroviari de l'AVE.